# Antonio Scaglia
Antonio Scaglia (Storo, 3 giugno 1908 – Storo, 23 febbraio 1994) è stato un poeta, scrittore e commediografo italiano.

## La vita
Nino Scaglia, all'anagrafe Antonio Scaglia, è nato e vissuto a Storo dove è stato farmacista, scrittore, giornalista, poeta e commediografo degli storesi. Egli è il simbolo di un particolare modo di essere «storese», ma la sua umana testimonianza è andata al di là del suo paese grazie soprattutto alla sua copiosa produzione letteraria, in poesia e prosa, in italiano e dialetto.
Da Storo è mancato solo gli anni necessari per gli studi conclusi con la laurea in Farmacia all'Università degli Studi di Pavia. La sera della discussione della tesi di laurea un amico gli sussurra nell'angolo meno illuminato del solito caffè: “La vita è fatta per metà di sogni l'altra metà di delusioni... Farai il farmacista finché avrai fiato per farlo. I tuoi progetti di evasione li rimanderai sempre a domani”. E così è stato. Rientrato in paese, il giovane ha preso posto dietro il bancone della farmacia. Ed è stato un servizio a tempo pieno. Di anno in anno ha rimandato la decisione di abbandonare il paese, ma non ha mai rinunciato al proposito di scrivere. Quando, ai tempi della Guerra d'Etiopia, l'amico è tornato alla carica proponendogli di raggiungerlo in Lombardia e di acquistare con lui una farmacia che era quattro volte la sua, la risposta di Nino è stata risoluta: “Amico caro, io sono innamorato del mio paese. Ho qui una caterva di parenti miei e di mia moglie, ho qui un esercito di amici e oltre a tutto sono legato a filo doppio a quell'insieme di cose materiali e spirituali che si chiama Storo. Le mie radici sono qui. Qui riposano tutti i miei avi, qui ho trascorso la mia giovinezza, qui amo tutto ciò che vedo, che sento, che sfioro. Amo la gente che incontro per la strada, amo le strade stesse e le piazze che attraverso ogni giorno, i muri di cui conosco ogni screpolatura, amo la campagna che mi circonda, i monti che mi proteggono, il cielo che mi sovrasta, il suono delle campane, il rumore dei fiumi, tutto. Amo perfino - non ridere, ti prego - l'odore di stalla che impregna l'aria che respiro. Le più belle montagne delle Alpi mi sembra che siano le mie ed il mio cielo mi sembra più azzurro di tutti i cieli del mondo. Con questo non voglio dire di aver rinunciato al mio vecchio desiderio: non so quando, non so come, ma evaderò sicuramente".
E così, negli anni successivi, Nino Scaglia ha cercato l'evasione nell'impegno sociale, nell'andare per monti a caccia con gli amici, ma soprattutto nel leggere e scrivere. Lo scrivere è diventato il modo per parlare con sé stesso, per ripetersi le cose che valgono, per sorridere di sé e degli altri, per digerire le tristezze degli eventi familiari, per cantare come i grilli del campo che fanno le serenate alle stelle.
Un grilletto sempre contento lo aveva ammonito una sera di luna, lassù, sulla sua montagna di Faserno:
E lui ha ubbidito ed ha cominciato a cantare.

## Le opere
Il suo scrivere sgorga da un'eccezionale umanità e da un'attenta osservazione dei comportamenti degli uomini. Ne sono usciti versi pregevoli ed efficaci pagine di prosa. La vena è quasi sempre segnata da un umorismo innato che mette allegria, dal quale traspare un amore viscerale per la gente semplice. Ma dietro la fresca battuta si cela sovente una velata e rassegnata tristezza.

### Il giornalista
Il primo numero de La voce della Rocca Pagana venne al mondo per caso, quasi per ridere, per aggiungere qualcosa di «nuovo»  alla festa di san Lorenzo del 10 agosto 1948 con una modesta tiratura di cento copie. Doveva essere un numero unico e invece al primo numero ne seguì un altro e dopo un altro ancora e così avanti ogni mese fino al 1958. Il programma del giornale è riassunto nella testata: Mensile quasi serio con note di politica, umorismo e di vita locale. Nell'autunno del 1950 il giornale raggiunge e oltrepassa le 1000 copie al mese.  Fa quasi tutto da solo Nino Scaglia: "Ogni mese devo scrivere l'articolo di fondo e riempire con l'umorismo, con la politica, con note di costume e di storia tre delle quattro facciate del giornale. Ho adottato parecchi pseudonimi - Barba Orribile, Professor Galicas, Nisca ecc - e firmà con essi per salvare - almeno in apparenza - la varietà dei collaboratori. La tiratura aumenta sempre arrivando ultimamente a 3200 copie. Nel 1958 il periodico chiude "per affaticamento del direttore"

### Lo scrittore
- Nel 1950 esce coll'Editoriale Olimpia di Firenze il romanzo Lampo racconta. Breve diario di un cane;
- Nel 1953 a Milano da Giuseppe Intelisano esce Calminaria una raccolta di tredici novelle;
- Caporal Montagna: uscito come romanzo d'appendice nella rivista La voce della Rocca Pagana è stato poi pubblicato da Il Chiese nel 1998;
- Settant'anni di vita storese;
- Medici, farmacisti e cose di farmacia.

### Il poeta
In Settant'anni di vita storese appaiono le prime dieci poesie di Nino Scaglia: due in italiano e otto in dialetto storese. La raccolta sistematica è stata fatta negli anni ottanta dal gruppo culturale Il Chiese che con il contributo economico del comune di Storo ha pubblicato il libro I grilli parlanti e altre rime. Le poesie son raccolte in quattro capitoli con una breve presentazione dell'autore:
- I grilli parlanti; con 18 poesie in dialetto
- Briciole di tristezza con 18 poesie in dialetto
- Rime burlesche con 33 poesie
- Ombre sul cuore con 18 poesie in italiano

### Il commediografo
Nino Scaglia è stato anche un applaudito e riconosciuto autore di teatro dialettale. Ci ha lasciato sei commedie in dialetto storese e una in italiano. Alcune delle dialettali sono state rappresentate e replicate con successo, non solo a Storo. Sull'onda di un'atmosfera di strapaese la gente ha gustato in esse quadri di buone cose passate, definitivamente perdute. Soprattutto, gli Storesi si sono identificati negli attori protagonisti della filodrammatica I Coquadar, socializzando pecche e virtù in una benefica catarsi collettiva.  “In fondo le mie commedie - ha confidato un giorno - sono lo specchio della mia anima. Guardandole, infatti, si ride per le battute, si ride molto, ma alla fine molti piangono perché lo sfondo delle mie commedie è sempre improntato a profonda umanità”.
- Än dä me cä comando mi;
- Chechì portom pasiènsa;
- La suocera e la nuora;
- So sta pròpio fortönà;
- Le femministe;
- Scarpe e ciopéi (pubblicata dalla COFAS di Trento nel 1987)

## Intitolazione della biblioteca
In onore del cantore di Storo la Giunta comunale del Comune di Storo, con delibera n. 6 del 30 gennaio 2008 ha intitolato a Nino Scaglia la nuova sede della biblioteca comunale